# An Essay on Man

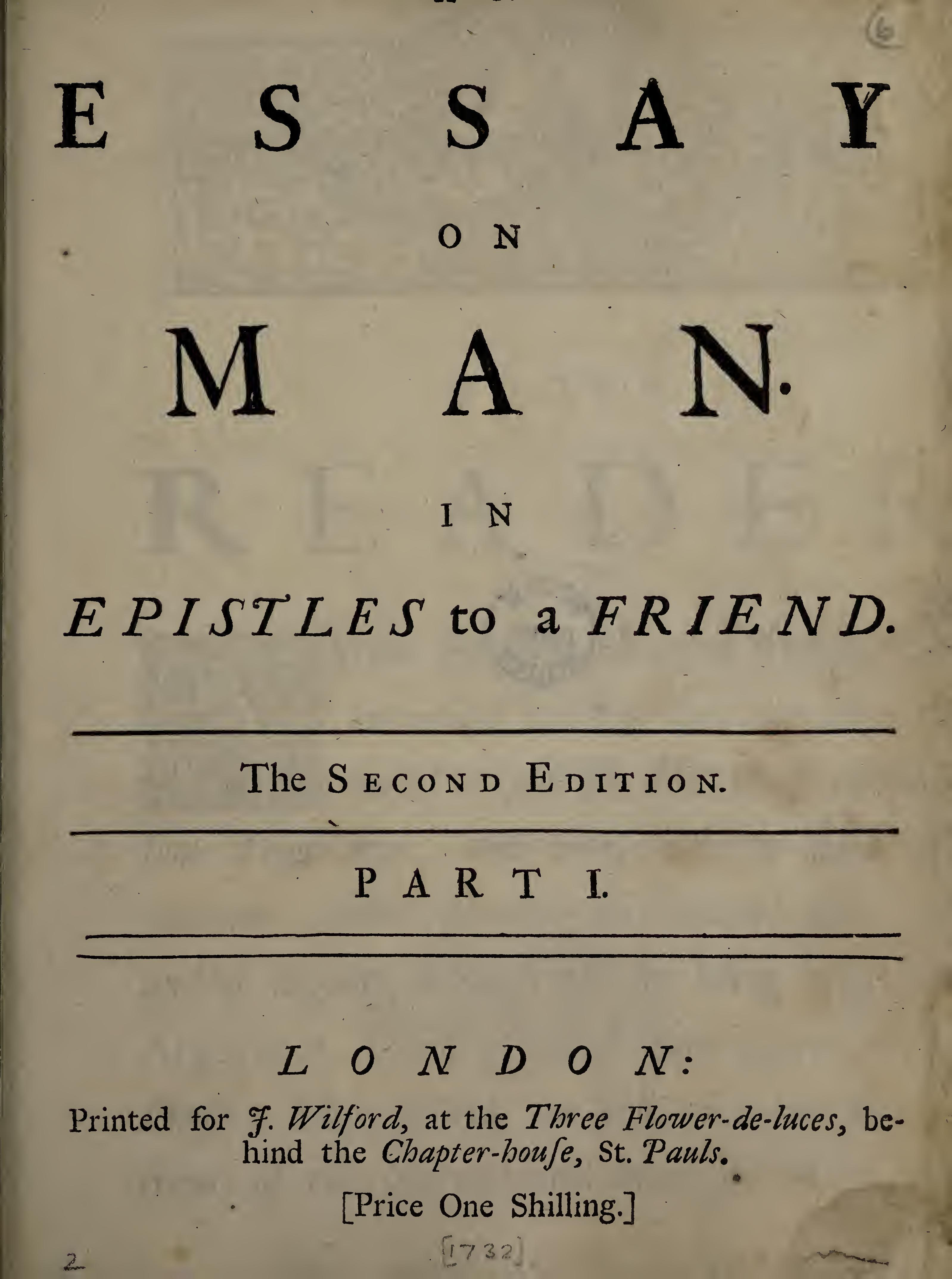

An Essay on Man (deutsch Vom Menschen bzw. Der Mensch: Ein Philosophisches Gedichte, auch Der Versuch vom Menschen) ist ein 1734 veröffentlichtes Gedicht von Alexander Pope. Die deutsche Übersetzung von Barthold Heinrich Brockes erschien erstmals 1740. Es handelt sich dabei um einen rationalistischen Versuch, die Philosophie zu nutzen, um „die Wege Gottes zum Menschen zu rechtfertigen“ ("to vindicate the ways of God to man", 1.16), eine Abwandlung von John Miltons Forderung nach einer Rechtfertigung ebendieser Wege in seinem Gedicht Paradise Lost ("justify the ways of God to man", 1.26). Das Gedicht beschäftigt sich mit der Rolle des Bösen in der Welt und mit dem Rang in der natürlichen Ordnung, den Gott dem Menschen zugewiesen hat. Weil der Mensch die Absichten Gottes nicht wissen kann, kann er sich auch nicht über seine Stellung auf der „Leiter des Lebens“ (engl. "Great Chain of Being", 11.33–34) im Klaren sein und muss akzeptieren, dass „was auch immer ist, richtig ist“:

'Whatever is, is right.'

Mehr als jedes andere Werk machte An Essay on Man die optimistische Philosophie in England und dem Rest Europas bekannt.
Die Popesche Optimismusformel wurde 1759 von Voltaire in seinem Roman Candide ou l’Optimisme verspottet.

## Aufbau des Gedichts
Das Essay, welches in heroic couplets, also „heroischen“ Reimpaaren jambischer Fünfheber, geschrieben ist, besteht aus vier Episteln. Pope begann seine Arbeit daran 1729 und hatte die ersten drei bis 1731 fertiggestellt. Sie erschienen jedoch erst 1733, die vierte Epistel erst im darauffolgenden Jahr. Ursprünglich wurde das Gedicht anonym veröffentlicht. Erst 1735 gestand Pope seine Autorenschaft ein. In seiner einführenden Stellungnahme enthüllt Pope, dass das Essay on Man vom Aufbau her eigentlich als Teil eines längeren philosophischen Gedichtes mit vier verschiedenen Blöcken gedacht war. Der heute vorliegende Text sollte den ersten Block darstellen. Der zweite Block sollte aus einer Reihe von Episteln über den menschlichen Verstand, die Künste und Wissenschaften, das menschliche Talent und den Nutzen des Lernens und Forschens bestehen. Außerdem sollte es auch eine „Satire gegen den Missbrauch“ der vorgenannten Dinge sein. Der dritte Block sollte die Politik behandeln, der vierte die „private Ethik“ oder die „praktische Moral“ ("private ethics", "practical morality"). Oft zitiert wird der folgende Auszug, der erste Versabsatz der zweiten Epistel, der geschickt einige der humanistischen und religiösen Lehren des Gedichts zusammenfasst:
Know, then, thyself, presume not God to scan

The proper study of Mankind is Man.

Placed on this isthmus of a middle state,

A Being darkly wise, and rudely great:

With too much knowledge for the Sceptic side,

With too much weakness for the Stoic’s pride,

He hangs between; in doubt to act, or rest;

In doubt to deem himself a God, or Beast;

In doubt his mind or body to prefer;

Born but to die, and reas’ning but to err;

Alike in ignorance, his reason such,

Whether he thinks too little, or too much;

Chaos of Thought and Passion, all confus’d;

Still by himself, abus’d or disabus’d;

Created half to rise and half to fall;

Great Lord of all things, yet a prey to all,

Sole judge of truth, in endless error hurl’d;

The glory, jest and riddle of the world.